# Richard Werner
Richard Andreas Werner (n. 5 de enero de 1967) es un banquero y economista alemán. Actualmente es profesor en la Universidad de Winchester.
Ha propuesto la "Teoría cuantitativa del crédito" o "Teoría cuantitativa del crédito desagregado", que desagrega la creación de crédito utilizada para la economía real (transacciones del PIB) por un lado, y las transacciones financieras por el otro. En 1995, propuso una nueva política monetaria para hacer frente rápidamente a las crisis bancarias, a la que llamó 'Quantitative easing', publicada en el Nikkei. También utilizó por primera vez la expresión "QE2" en público, refiriéndose a la necesidad de implementar una "auténtica flexibilización cuantitativa" como una expansión en la creación de crédito. Su libro" Princes of the Yen " publicado en  2001, sobre el desarrollo económico moderno de Japón, incluida la burbuja de la década de 1990 y la posterior caída, en el que analiza las políticas monetarias del Banco de Japón, fue un éxito de ventas en dicho país en el año de su publicación.
En 2014 publicó "¿Pueden los bancos crear dinero individualmente de la nada? — Las teorías y la evidencia empírica" en la que postula que cada banco crea crédito cuando emite un nuevo préstamo.

## Primeros años
En 1989, Werner obtuvo una licenciatura en economía en la  London School of Economics (LSE). Durante sus estudios de posgrado en la Universidad de Oxford, pasó más de un año en Japón, estudiando en la Universidad de Tokio y trabajando en el Instituto de Investigación Nomura. Su doctorado en economía fue conferido por Oxford. En 1991, se convirtió en becario Marie Curie patrocinado por la Comisión Europea en el Instituto de Economía y Estadística de Oxford. Su documento de debate de 1991 en el instituto advirtió sobre el "colapso" inminente del sistema bancario japonés y la amenaza de "la mayor recesión desde la Gran Depresión". En Tokio, también se convirtió en el primer Shimomura Fellow en el Instituto de Investigación para la Formación de Capital del Banco de Desarrollo de Japón. Fue investigador visitante en el Instituto de Estudios Monetarios y Económicos del Banco de Japón; y fue profesor invitado en el Instituto de Estudios Monetarios y Fiscales del Ministerio de Hacienda de Japón.

## Carrera
Werner fue economista jefe de la empresa  Jardine Fleming de 1994 a 1998 y publicó varios artículos sobre el ciclo crediticio y la política monetaria de Japón, muchos de los cuales están en japonés. Se unió a la facultad de la Universidad Sofía de Tokio (1997-2004) como profesor asistente titular. Werner fue director general sénior y gestor de cartera sénior en Bear Stearns Asset Management. Trabajó en la Universidad de Southampton (2004-2018), principalmente como catedrático en Banca Internacional. Werner se convierte en profesor de Banca y Finanzas en la Universidad de Montfort en 2018. Es el director fundador del Centro de Banca, Finanzas y Desarrollo Sostenible de la universidad y organizador de la Conferencia Europea sobre Banca y Economía (ECOBATE), celebrada por primera vez el 29 de septiembre de 2011 en Winchester Guildhall, con Lord Adair Turner, presidente de la FSA , como orador principal. De 2011 a 2019, fue miembro del Consejo en la Sombra del BCE.
Werner ha desarrollado una teoría de la creación de dinero llamada Teoría cuantitativa del crédito, que está en línea con la teoría crediticia del dinero de Schumpeter.  Ha argumentado, desde 1992, que el sector bancario debe reflejarse adecuadamente en los modelos macroeconómicos, ya que es el principal creador y asignador de la oferta monetaria, a través del proceso de creación de crédito por parte de los bancos individuales.  
El libro de Werner Princes of the Yen, publicado en 2001 trata sobre el desarrollo económico moderno de Japón, incluida la burbuja de la década de 1990 y la posterior caída, cubre la política monetaria del Banco de Japón específicamente y la orientación informal del Banco Central sobre el crédito bancario en general.

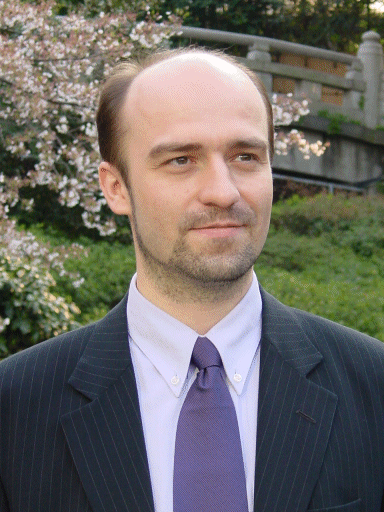
Richard Werner circa 2017

Werner propuso una política que llamó "flexibilización cuantitativa" en Japón en 1994 y 1995. En ese momento, cuando trabajaba como economista jefe de Jardine Fleming Securities (Asia) Ltd. en Tokio, usó esta expresión durante presentaciones a inversores institucionales en Tokio. También está, entre otros, en el título de un artículo que publicó el 2 de septiembre de 1995 en el Nihon Keizai Shinbun (Nikkei). Según Werner, usó esta frase para proponer una nueva forma de política de estímulo monetario por parte del banco central que no se basaba ni en reducciones de la tasa de interés (que Werner afirmó en su artículo Nikkei sería ineficaz) ni en la política monetarista convencional, prescripción política de expansión de la oferta monetaria (por ejemplo, mediante la "impresión de dinero", la expansión del dinero de alto poder, la expansión de las reservas bancarias o el aumento de los agregados de depósitos como M2, todo lo cual Werner también afirmó que sería ineficaz). En cambio, argumentó Werner, era necesario y suficiente para una recuperación económica impulsar la "creación de crédito", a través de una serie de medidas. También sugirió compras directas de activos improductivos de los Bancos por parte del Banco Central; préstamos directos a empresas y al gobierno por parte del Banco Central; compras de papel comercial, otra deuda e instrumentos de capital de empresas por parte del Banco Central; y detener la emisión de bonos del gobierno para financiar el requisito de endeudamiento del sector público, en lugar de hacer que el gobierno tome prestado directamente de los Bancos a través de un contrato de préstamo estándar.   
Werner es director fundador y presidente de Local First Community Interest Company, que promueve el establecimiento de Bancos comunitarios locales sin fines de lucro, inspirados en la exitosa cooperativa local alemana, Raiffeisen y los Bancos de ahorro Sparkasse.

#### Caso de discriminación
En 2019, Werner presentó un caso de discriminación contra su empleador, la Universidad de Southampton, alegando que fue discriminado y "victimizado" en una campaña de "acoso e intimidación" por ser alemán y cristiano, durante sus 14 años de carrera en la universidad. El pago de 2,5 millones de libras esterlinas fue uno de los premios más grandes jamás otorgados por un tribunal británico y fue tan alto porque la universidad no se defendió. En julio de 2019, luego de una apelación exitosa de la Universidad, la sentencia fue anulada y el caso prosiguió de la manera habitual. Luego, en agosto de 2020, a Werner se le concedió permiso para apelar la decisión en el Tribunal de Apelación Laboral. Mientras tanto, Werner presentó una demanda por discriminación contra la Universidad de Cambridge después de que retiraron una oferta condicional de empleo en 2018.

## Obras seleccionadas

#### Libros
- Neue Wirtschaftspolitik, München: Vahlen Verlag (2007) - Nueva política económica, Múnich: Editorial Vahlen (2007)
- Nuevo paradigma en macroeconomía: Resolviendo el enigma del desempeño macroeconómico japonés (2005) [6]
- Príncipes del yen: los banqueros centrales de Japón y la transformación de la economía (2001) 2.ª edición 2018 de Quantum Publishers [7]
- 『虚構の終焉』 = Hacia un nuevo paradigma macroeconómico . Tokio: PHP. (2003)
- 『謎解き!平成大不況 : 誰も語らなかった「危機」の本質』 = El enigma de la gran recesión (2003)
- Tres ensayos sobre la política macroeconómica japonesa en las décadas de 1980 y 1990 (2006)
- 『福井日銀・危険な素顔』 =　El Banco de Japón bajo Toshihiko Fukui , con M. Ishii. Tokio: Appuru Shuppan. (2003)
- 『不景気が終わらない本当の理由』 =　Banca central y cambios estructurales en Japón y Europa . Tokio: Soshisha. (2003)
- Desmantelando el Modelo Japonés , con M. Kikkawa. Tokio: Kodansha. (2003)
- Los príncipes del yen, los banqueros centrales de Japón y la transformación de la economía . Nueva York: ME Sharpe.
- 『円の支配者』. Tokio: Soshisha (2001)

#### ensaos
- 1991 - "The Great Yen Illusion: Japanese Capital Flows and the Role of Land", Oxford Applied Economics Discussion Paper Series, Oxford: Instituto de Economía y Estadística, Universidad de Oxford, n.º 129, diciembre
- 1993 - "Hacia un teorema cuantitativo de crédito desagregado y flujos de capital internacionales", documento presentado en la Conferencia Anual de la Royal Economic Society, York, abril de 1993
- 2010 – Comentario sobre la gama de metodologías para la alineación del riesgo y el rendimiento de la remuneración [en el sector bancario], presentación oficial a la convocatoria pública de comentarios sobre la 'Gama de metodologías para la alineación del riesgo y el rendimiento de la remuneración, documento consultivo' del Comité Bancario de Basilea Supervisión, 14 de octubre de 2010, presentado el 31 de diciembre de 2010.
- 2010 – Hacia una banca estable y competitiva en el Reino Unido - Evidencia para el ICB, presentado a la Comisión Independiente sobre Banca, Reino Unido (Presidente: Profesor Sir John Vickers), presentado el 19 de noviembre de 2010
- 2010 – Hacia un sistema bancario y monetario del siglo XXI, Presentación conjunta a la Comisión Independiente sobre Banca, Reino Unido (Presidente: Profesor Sir John Vickers), con Ben Dyson, Tony Greenham, Josh Ryan-Collins, por el Centro de Banca, Finanzas y desarrollo sostenible, la base de la nueva economía y dinero positivo, presentado el 19 de noviembre de 2010 PDF
- 2010 – Comentario sobre el Fortalecimiento de la Resiliencia del Sector Bancario, presentación oficial a la convocatoria pública de comentarios sobre el "Fortalecimiento de la Resiliencia del Sector Bancario, Documento Consultivo" del Comité de Supervisión Bancaria de Basilea, septiembre de 2009.  Presentado el 16 de abril de 2010 ; publicado por el Banco de Pagos Internacionales, Basilea.
- 2014Can banks individually create money out of nothing? — The theories and the empirical evidence

## Honores
- 2003 - Foro Económico Mundial en Davos, "Líder Global del Mañana"4